# 小行星4493
小行星4493（英語：4493 Naitomitsu）是一颗围绕太阳公转的小行星。1988年10月14日，小島卓雄在千代田发现了此天体。
这颗小行星的绝对星等为157.35460等。